# Уэллинг Юнайтед
«Уэллинг Юнайтед» (англ. Welling United F.C.) — английский профессиональный футбольный клуб из Уэллинга, города в округе Бексли на востоке Большого Лондона. В этом клубе началась футбольная карьера Стива Финнана (победителя Лиги чемпионов в составе «Ливерпуля»).

## История

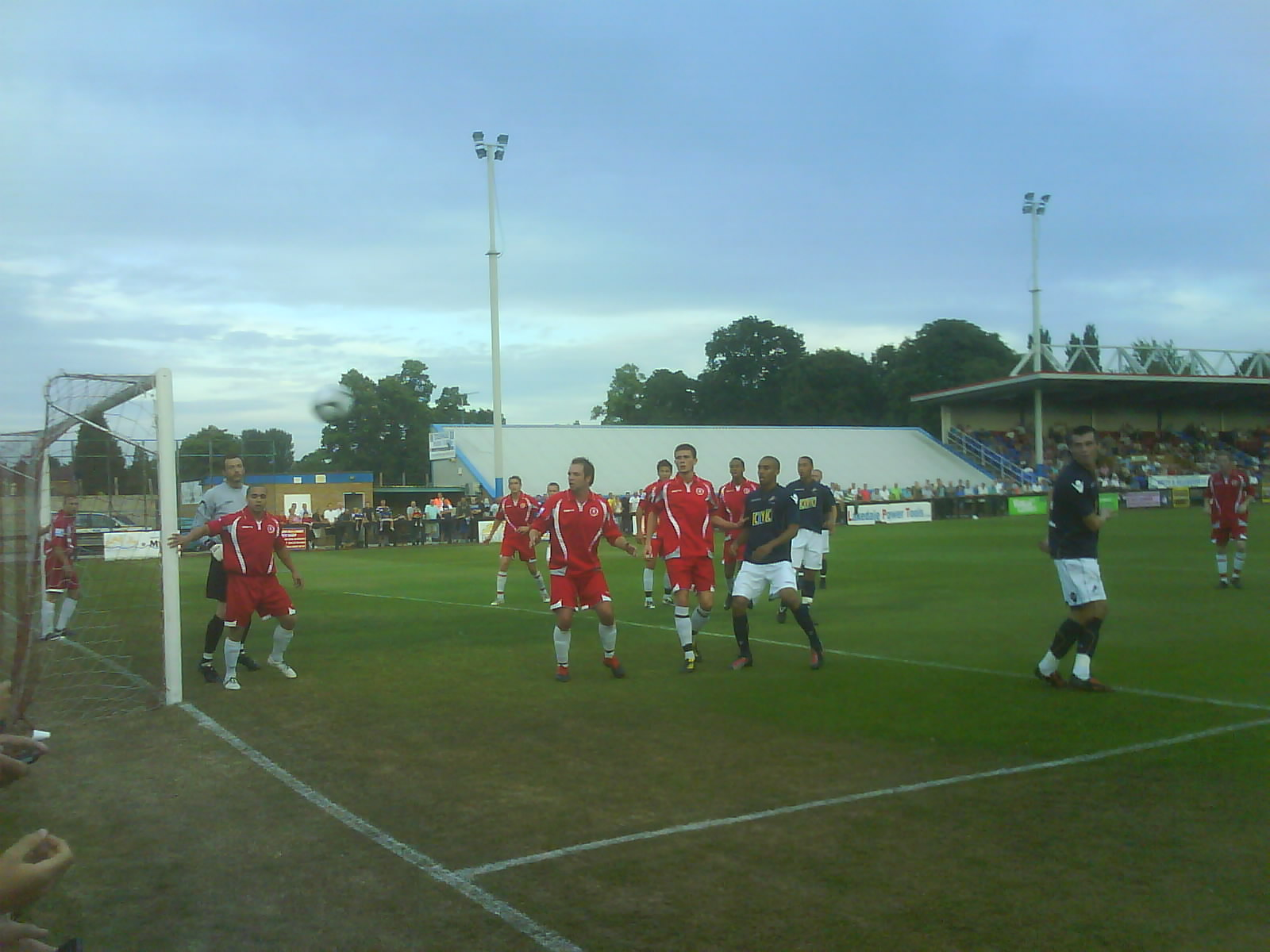

Уэллинг был основан в 1963 году, клуб начинал как молодёжная команда, и играл на поле парка в местной лиге. Постепенно клуб рос и стал играть по субботам в Лондонской Спартанской лиге. В 1977 году Уэллинг переезжает на стадион Парк Вью Роад. В сезоне 1978/79 клуб присоединяется к Афинской лиге. В 1981 году команда продвинулась в Южный дивизион Южной Лиги.
После всего одного сезона клуб оказался в Премьер дивизионе Южной лиги, вследствие реорганизации лиг. В сезоне 1985-86 команда выиграла лигу с преимуществом в 23 очка и получила повышение в Конференцию.
Несмотря на то, что в следующих 14 сезонах, команда лишь дважды поднималась выше 11 места, этот период истории клуба связан с определёнными кубковыми успехами. Шесть подряд выходов из первого раунда Кубка Англии, а также один выход в третий раунд, где в переигровке Уэллинг на своём поле уступил клубу Блэкберн Роверс 1-0.
"Крылатые" вылетели из Конференции в сезоне 1999/2000, и вернулись в Южную Лигу.
В сезоне 2003/04, под управлением бывшего игрока сборной Англии Пола Паркера, команда финишировала в верхней половине таблицы Премьер дивизиона Южной лиги, и поэтому смог попасть в новообразованную Южную конференцию. Первый сезон проходил тяжело, команда находилась внизу турнирной таблицы после первых трёх месяцев, и Паркер покинул клуб по соглашению сторон.

## Награды
- Южная Конференция Победители 2012–13
- Южная футбольная лига Победители 1985–86
- Главный кубок Кента Победители 1985–86, 1998–99, 2008–09
- Главный кубок Лондона Победители 1989–90
- Лондонский Кубок вызова[1] Победители 1991–92

## Рекорды Клуба
- Высшая позиция в лиге:[2]
  - 6 в Национальной Конференции: 1989–90
- Лучшее выступление в кубке Англии[2]
  - Третий раунд: 1988–89
- Лучшее выступление в ФА Трофи[2]
  - Четвертьфинал: 1988–89, 2006–07
- Лучшее выступление в Ваза ФА[2]
  - Третий раунд: 1979–80